# 太良荘
太良荘（たらしょう）は、鎌倉～室町時代中期にかけて若狭国 （今の福井県小浜市）にあった荘園。東寺（教王護国寺）の荘園の一つ。
東寺百合文書に多くの史料が残されており、日本中世史における荘園の代表的なものの一つとして、網野善彦を始めとし、数多くの著作や研究論文が発表されている。

## 由来
- 天治2年（1125年）平師季の次男が丹生氏を名乗り、その嫡子「太郎忠正」の太郎の名から太良と名付けられ、小浜市太良庄地区丹生神社を中心に太良保が成立した。

## 成立までの経緯
- 仁平元年（1151年）丹生忠正の孫の丹生雲厳に所領を与えた。
- 治承2年（1178年）丹生雲厳が保司より公文として認められ、太良保が成立した。
- 治承・寿永の乱後、関東より若狭守護に任じられた津々見忠季（後の若狭忠季・若狭島津氏の祖）が地頭として太良保に代官を置き、過酷な年貢取り立てや雑役を課し、公文や百姓と対立した。
- 建保4年（1216年）新国主源兼定が領家となり、後鳥羽院母の七条院が建立した歓喜寿院に寄進し、初の検注や田地目録等の作成を行い荘園整備が進んだ。
- 承久3年（1221年）正式に歓喜寿院領太良荘として成立したが、その直後に起きた承久の乱の混乱により、乱で戦死した忠季の後を受け、兄忠久の長男の忠時（後の島津宗家第2代）が若狭守護として太良保を支配した。
- 延応元年（1239年）歓喜寿院を領していた仁和寺の道深法親王が東寺の行遍に寄進を行い、本家を歓喜寿院、領家を東寺として、聖宴を預所に、定宴を代官として派遣し勧農を開始し翌年正式に東寺領荘園として成立した。

## 定宴の荘園管理
- 寛元元年（1243年）太良荘を実質支配し暴政を奮う地頭代官の非法を六波羅探題に訴え、荘民側の全面勝訴の判決に基づき地頭代官を追放した。この勝訴に百姓は「定宴に対しては7代に至るまで、不忠・不善をしない」と起誓し、定宴に対する信頼感が強まった。
- 建長6年（1254年）検地を行い28町7反余りの田を、「地頭田」、「公文田」、領所管理の「一色田」、名主管理の名田に区割りし、年貢の基準、雑役の量を決め、目録が作成された。

## 北条得宗領太良保と東寺領太良荘の復権
- 正安3年（1301年）、本家である歓喜寿院より東寺が派遣した公文が所定の年貢を納めていないと抗議、荘務権の返上を要求して以後20年以上にわたる相論となる。
- 正安4年（1302年）に地頭の失脚により北条得宗家の支配となり、独自の検地が行われ、得宗領太良保と東寺領太良荘の間で所領をめぐる争いが30年間続いた。
- 元弘3年/正慶2年（1333年）に鎌倉幕府が滅亡し、後醍醐天皇は得宗領太良保を東寺に寄進し、東寺は太良荘のほぼ全てを支配した。
- 建武元年（1334年）には59名の荘民が、新たな地頭代官の非法な暴政に対し罷免を求める起請文に連署し、最初の一揆を起こしている。
- 文和元年（1351年）、歓喜寿院を領していた仁和寺の法守法親王が東寺の財源不足を理由に本家分の得分を一時的という条件で東寺に与える。
- 文和3年（1353年）、法守法親王が先の約束を撤回し、東寺に本家役自体を寄進することを申し出る。太良荘の収入を失った歓喜寿院は没落し、室町時代には浄土宗の僧侶に引き取られて同宗寺院となった。

## 衰退
- 南北朝時代 足利尊氏の保護のもと東寺の支配権は確保されていたものの、めまぐるしく変わる守護の半済と、東寺の厳しい年貢の取り立てに数々の訴訟が起こされている。応安元年（1368年）守護一色範光が若狭国全土に広がった国人の一揆を納め半済が恒久化し東寺の支配は弱体化した。
- 文安2年（1445年）新守護武田信賢の家臣「山県氏」が半済方として支配すると、東寺の支配は有名無実化となり、文正元年（1466年）に東寺に送られた注進状を最後に、東寺と太良荘の関係はとだえた。
- その後山県氏を殿様として、荘の機構は100年間にわたり存在し続けた。